# Rue Castagnary
La rue Castagnary est une rue du 15e arrondissement de Paris.

## Situation et accès
Elle monte de la place Falguière (sur la rue de Vouillé) et longe la voie ferrée venant de la gare Montparnasse pour aboutir rue Brancion (sur le boulevard Lefebvre).

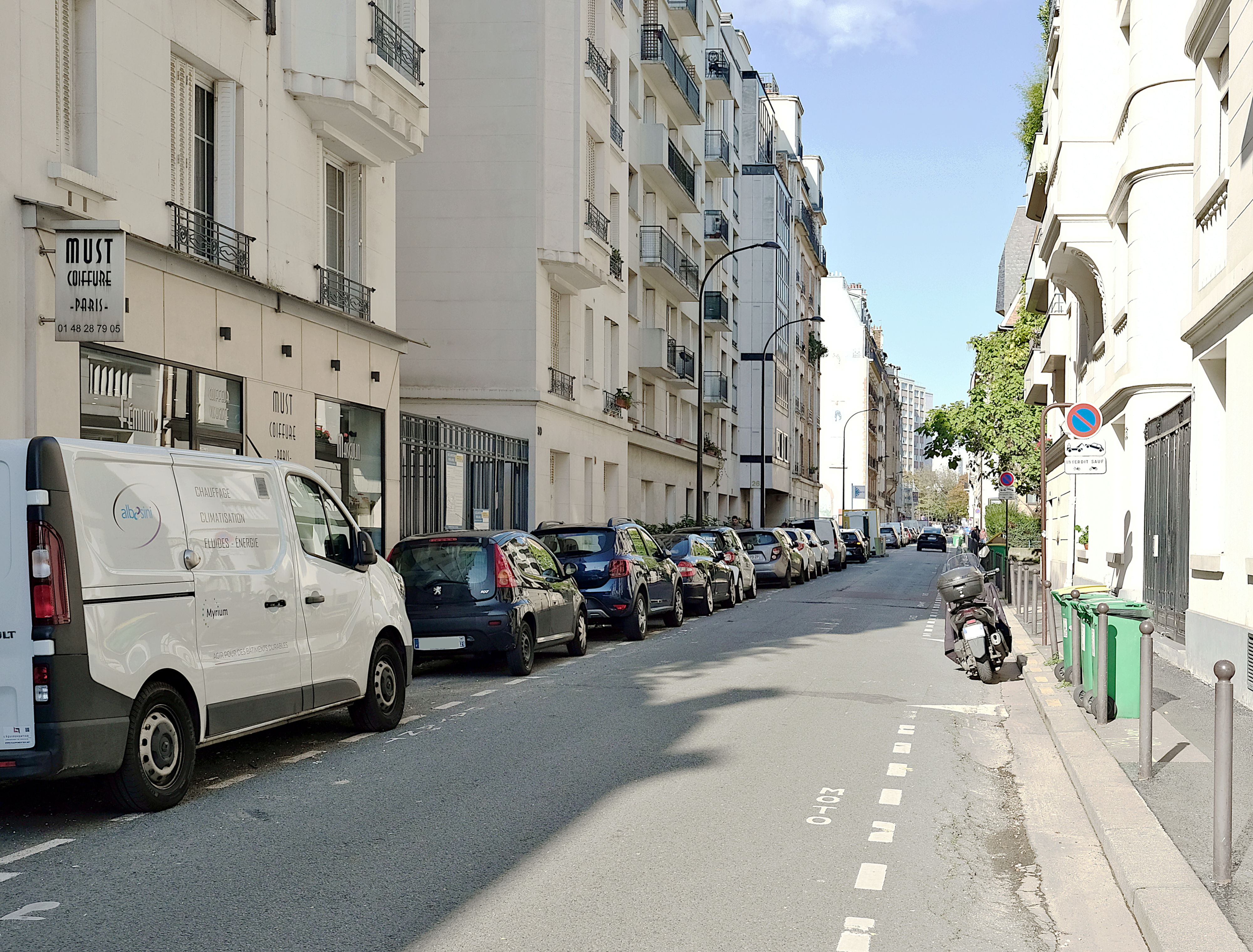
Partie nord de la rue.
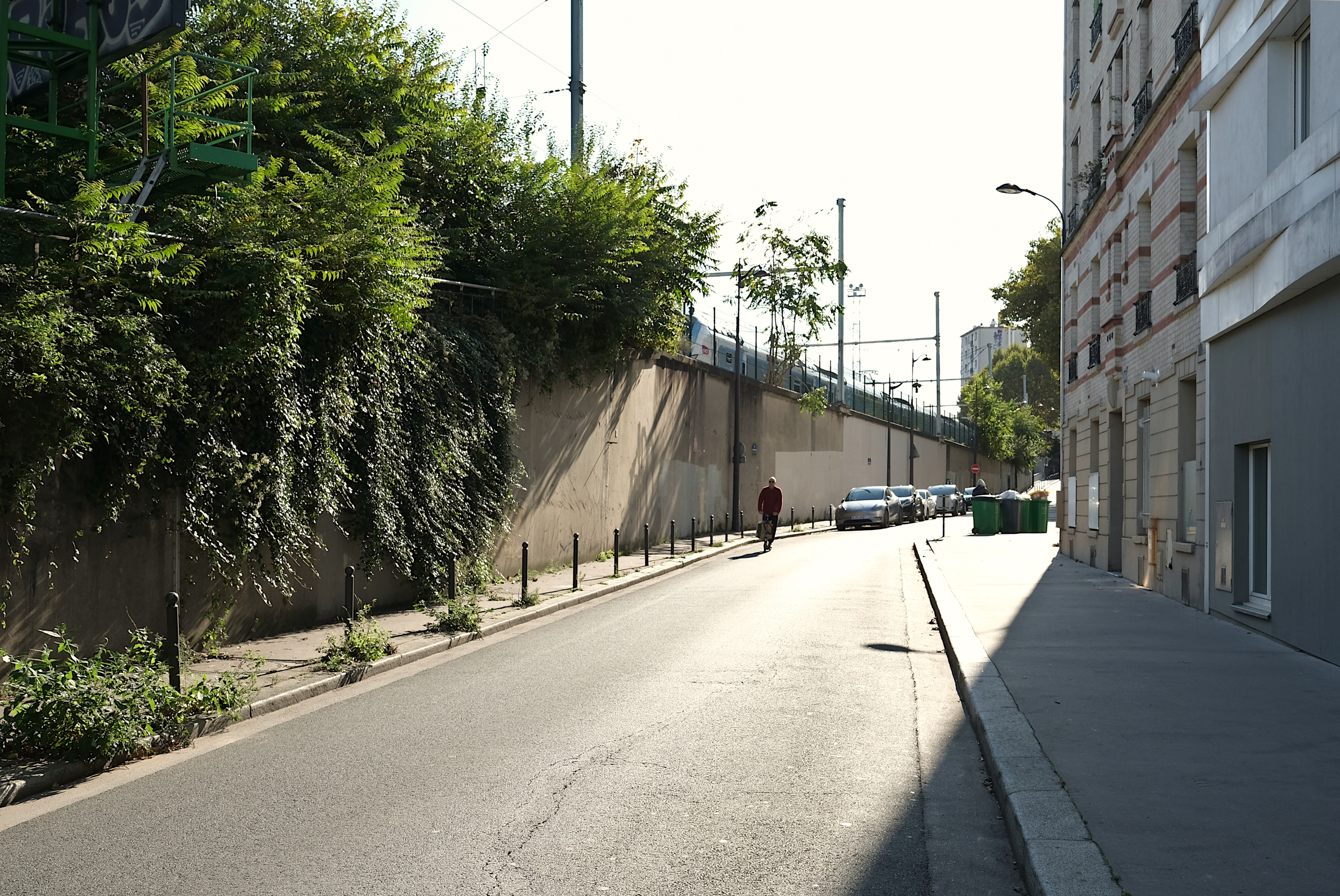
La rue Castagnary en son milieu, le long des lignes SNCF.
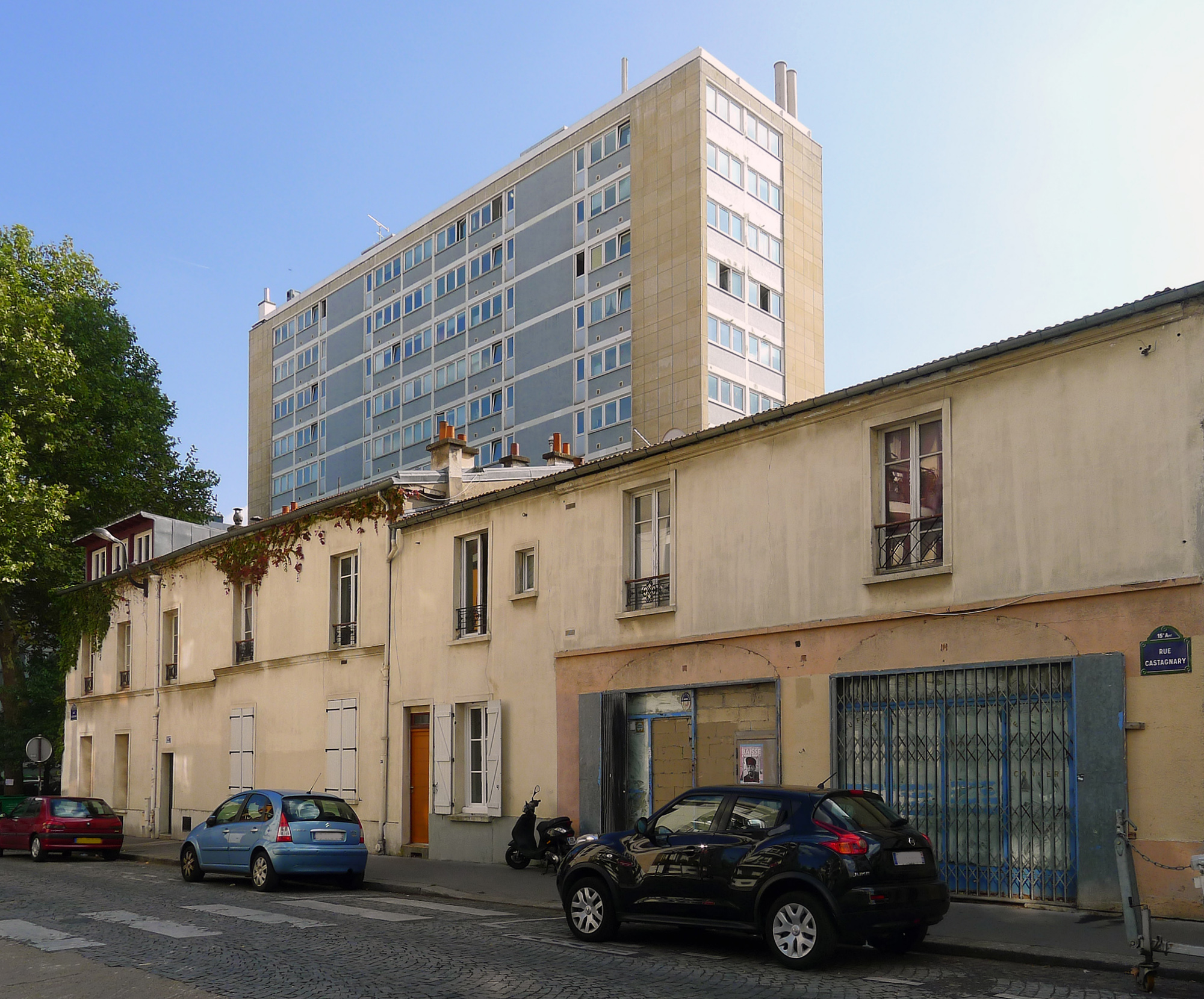
Partie sud de la rue avec de vieilles maisons.

## Origine du nom
Elle est nommée d'après le journaliste Jules-Antoine Castagnary (1830-1888), critique d’art, ami et défenseur de Gustave Courbet.

## Historique
Cette voie a été formée par la réunion de 2 sections :

1. Entre les actuelles place Falguière et rue de l'Harmonie, qui était partie d'une voie du village de Vaugirard qui existait en 1516, sous la forme d'un sentier formait une partie du chemin des Fourneaux nom qu'il devait soit aux fours à chaux, soit aux cheminées d'appel des champignonnières qui s'y trouvaient.[pas clair]

Ce chemin débutait au moulin de la Pointe,, passait près du moulin de la Tour-des-Fourneaux et traversait le carrefour de la Croix-des-Tournelles pour terminer dans les champs du Vieux-Morillon, près de la Croix-de-Garenne.
En 1838, le chemin des Fourneaux, qui traversait le mur des Fermiers généraux à la barrière des Fourneaux pour se terminer à la petite voie de Vanves devint la « rue des Fourneaux ».

1. La seconde section provient d'un chemin après les champs du Vieux-Moulin qui se dirigeait vers Vanves sous le nom de « petite voie de Vanves » et qui prit le nom, en 1863, de « rue Neuve-de-Vanves » entre les actuelles rues de l'Harmonie et Fizeau, et « rue de Montbruse » entre les actuelles rues de Fizeau et Brancion. Ces deux tronçons ont fusionné en 1876 sous le nom de « rue des Fourneaux » porté par la section précédente.

La rue actuelle a été détachée et a pris sa dénomination actuelle en 1896.
Autrefois, la rue était longée par un raccordement de service entre la gare de Paris-Montparnasse et la ligne de Petite Ceinture.
La partie nord de la rue surplombe une zone d'anciennes carrières.

## Bâtiments remarquables et lieux de mémoire
- La société Hurtu y était établie.
- No 56 : villa des Charmilles, villa bordée de petits immeubles anciens et de coins verdoyants.

No 47 : immeuble avec tags et street art.
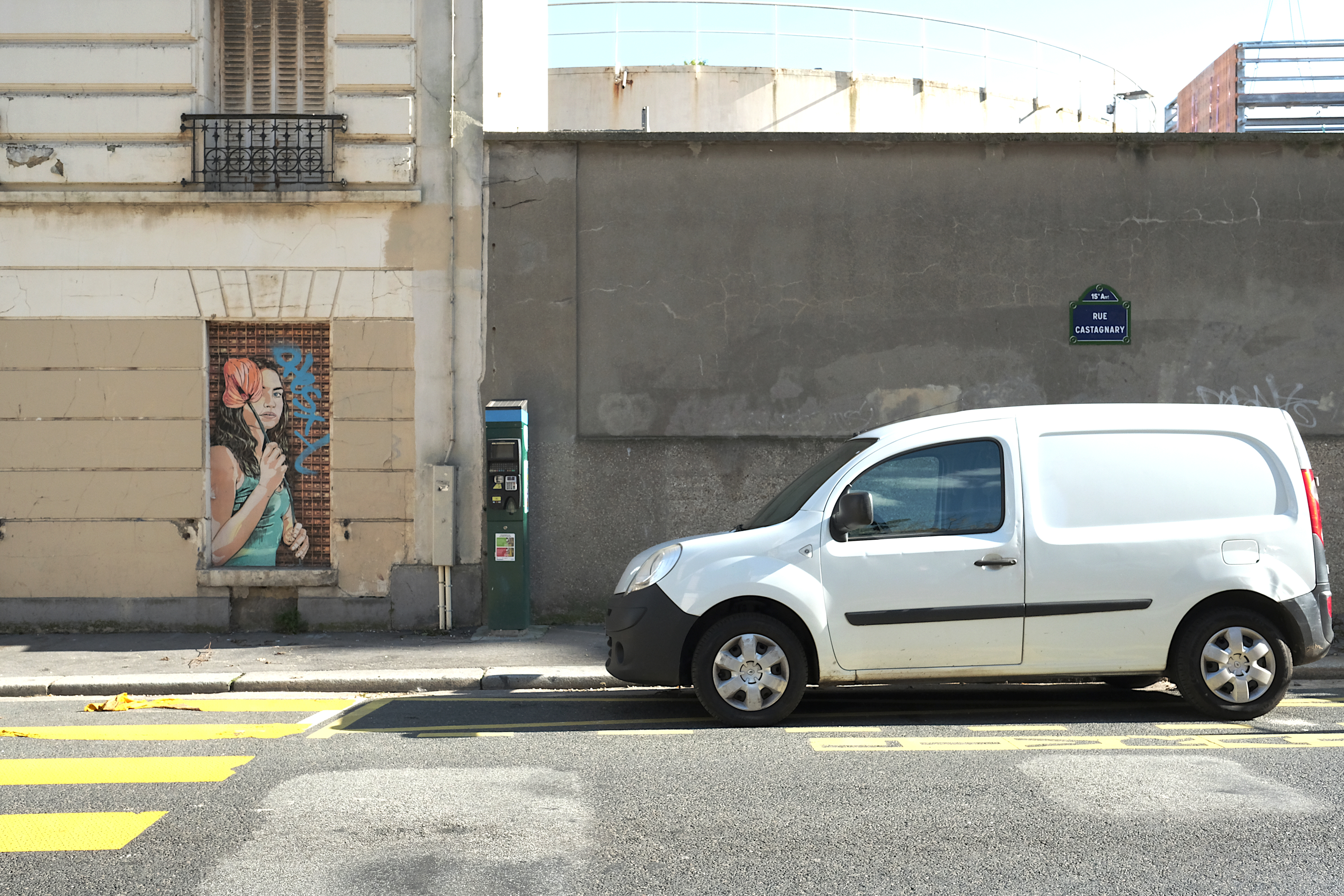
Nos 49 et 51 : immeuble et street art.
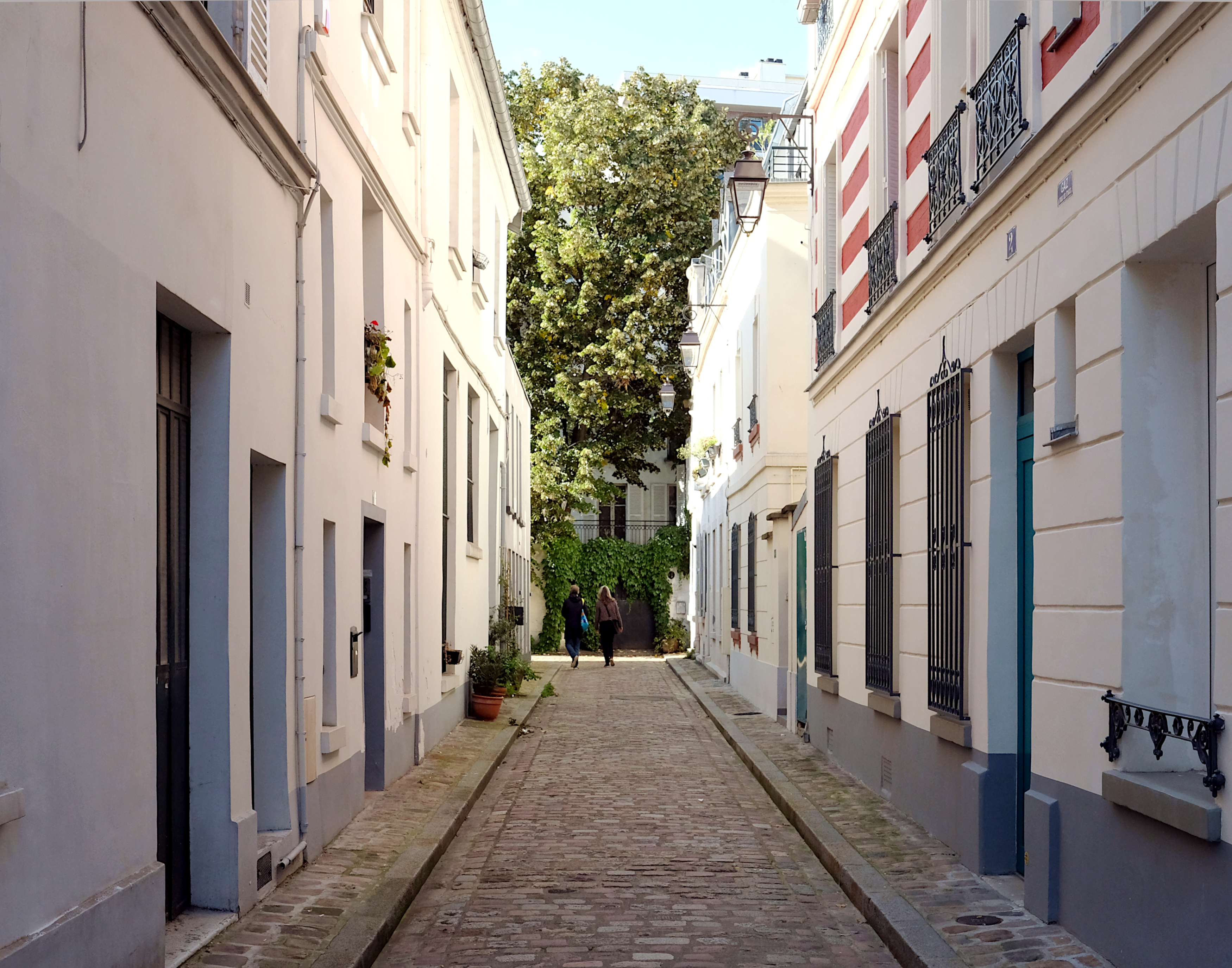
No 56 : Villa des Charmilles.

- No 69 : ancienne poissonnerie, aujourd’hui disparue, avec son enseigne imposante, un phare imitant celui du Croisic, et, à son pied, une barque ; cet ensemble date de 2001 et fut édifié pour fêter les 25 ans d’existence d’une poissonnerie alors réputée : la Criée du phare. C'était également l'emplacement du débouché de l'impasse Bardon, supprimée en 1940. En 2024, la poissonnerie, le phare et le bateau de pêche ont disparu remplacés par une cité universitaire.

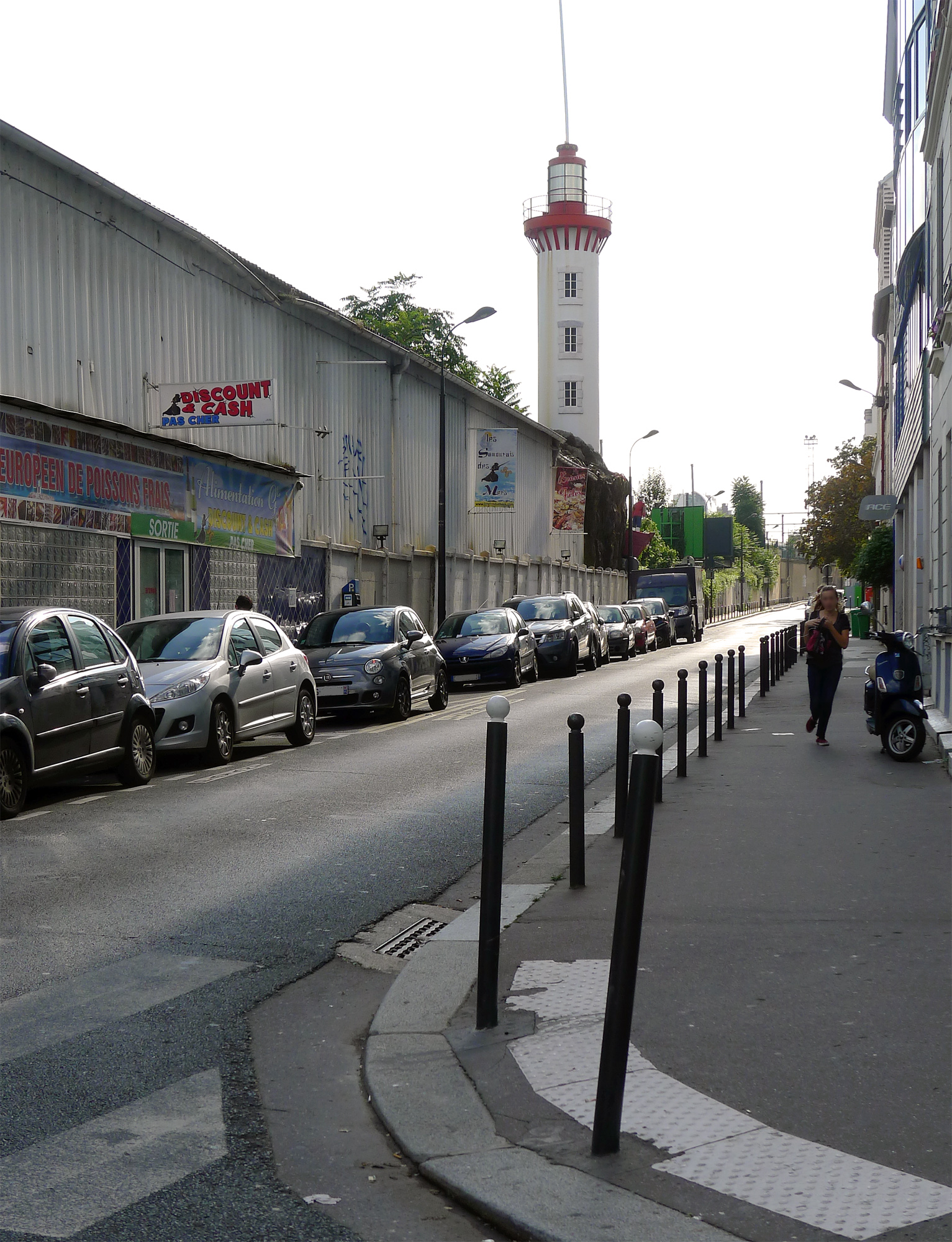
No 69 : l'ancienne poissonnerie (aujourd'hui disparue) et son phare.
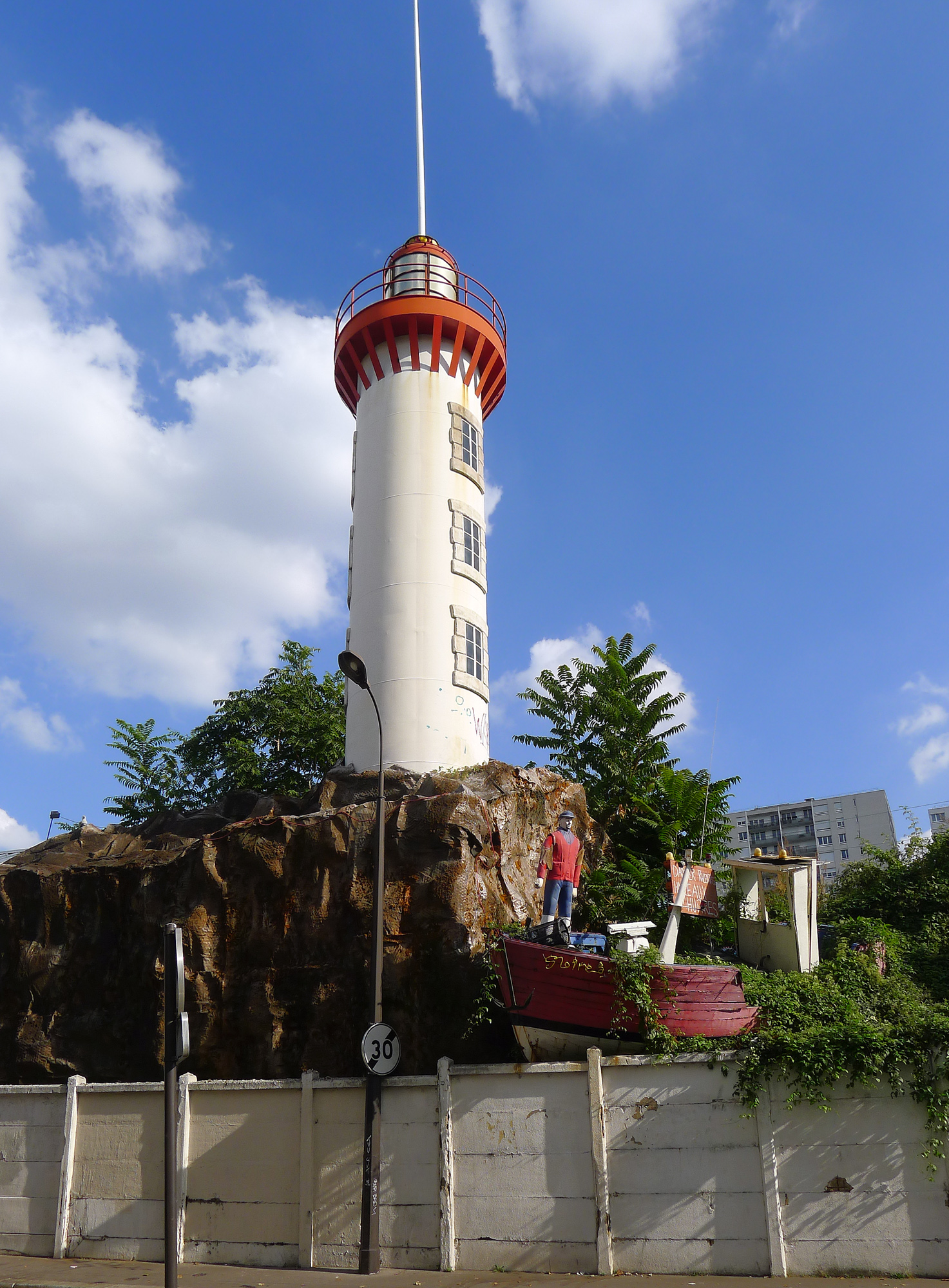
No 69 : le phare et le bateau de pêche.
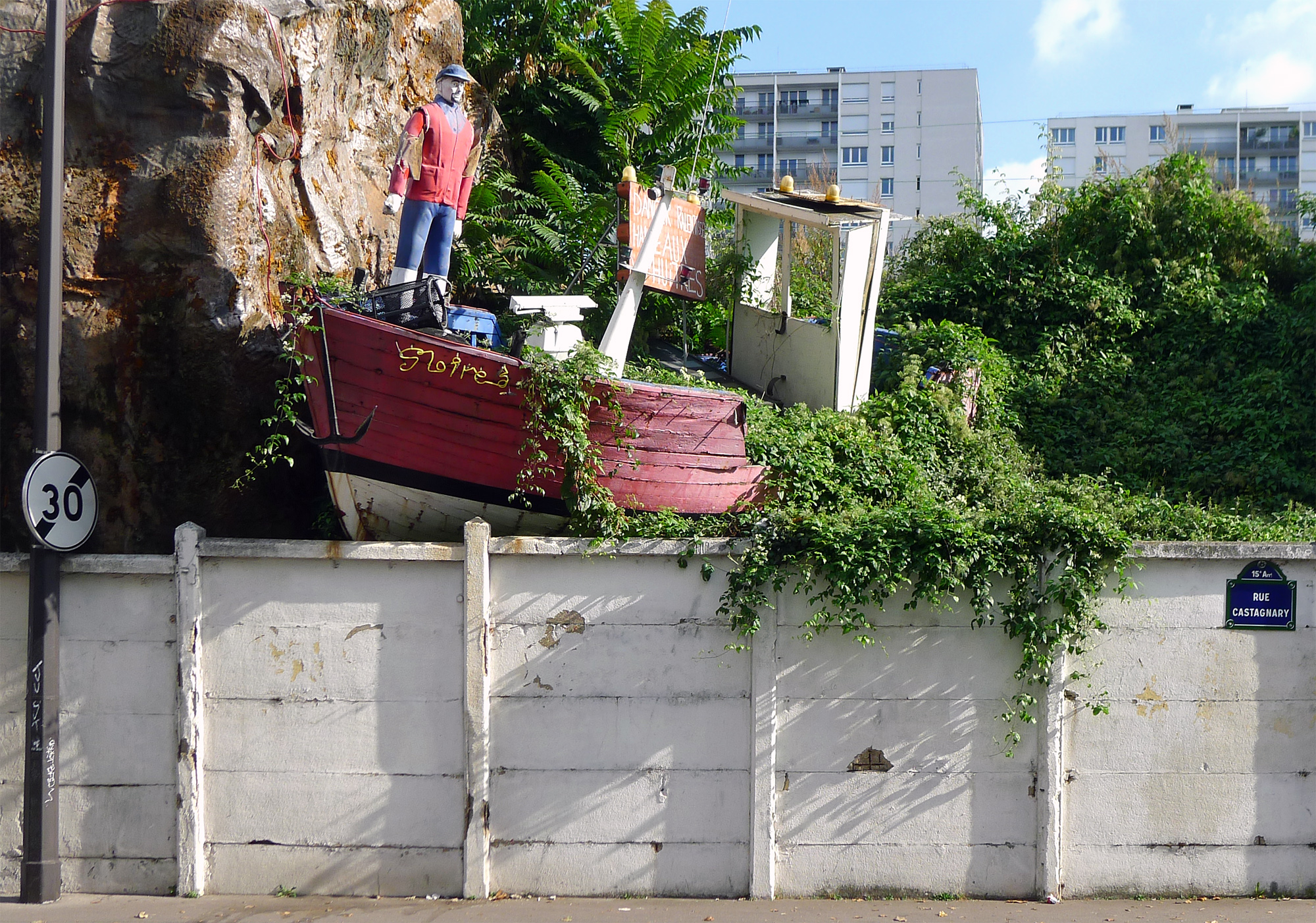
No 69 : le bateau de pêche.
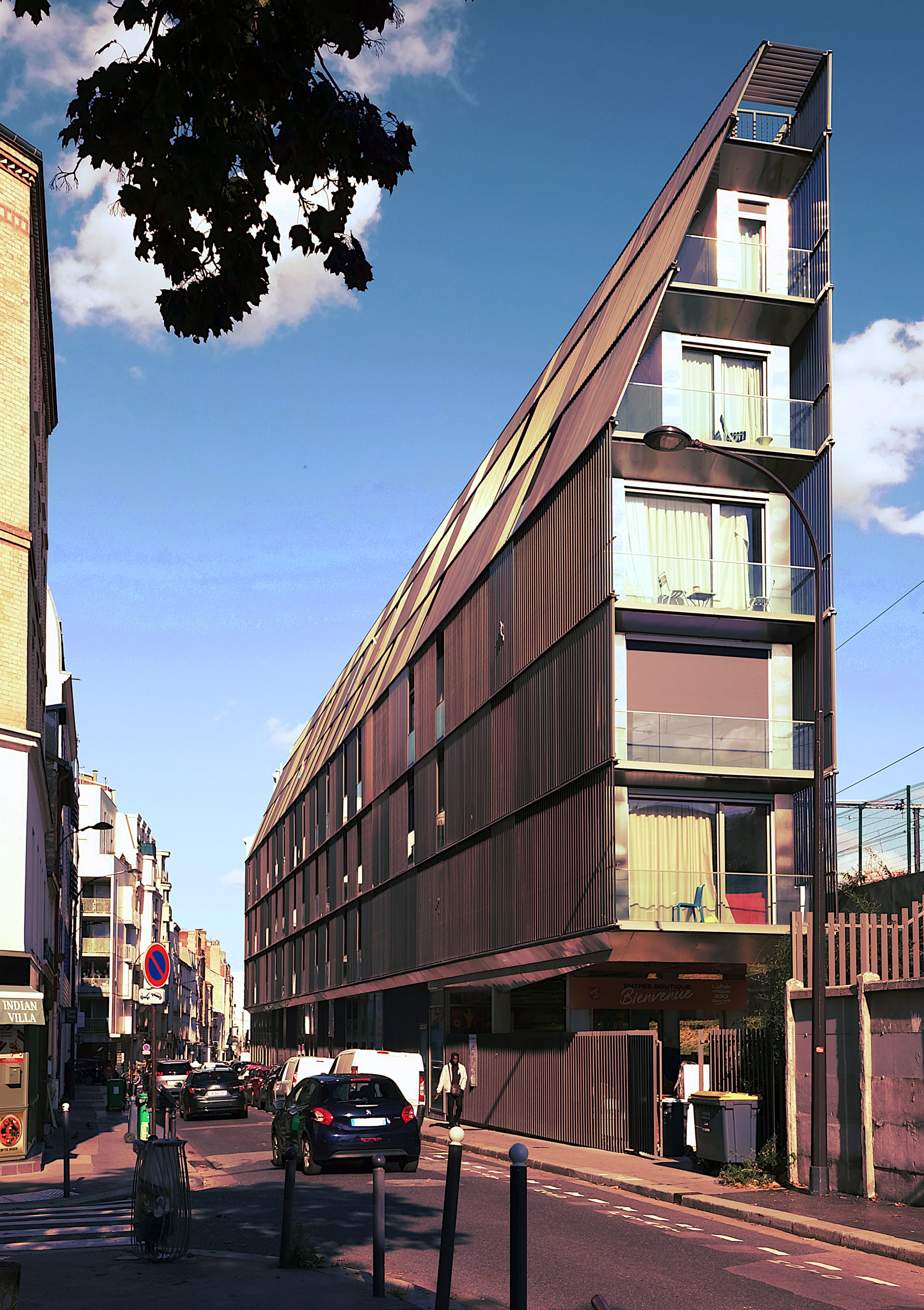
Le No 69 en 2024.

- No 73 : emplacement du débouché de l'impasse Conard, également supprimée en 1940.
- No 125 : René Aberlenc, artiste peintre, avait son appartement parisien à cette adresse.
- La fin de la rue présente la particularité d'être lotie de nombreuses petites maisons de ville, certaines à l'abandon, d'autres en cours de remplacement par des immeubles de plusieurs étages.

Autres vues de la rue
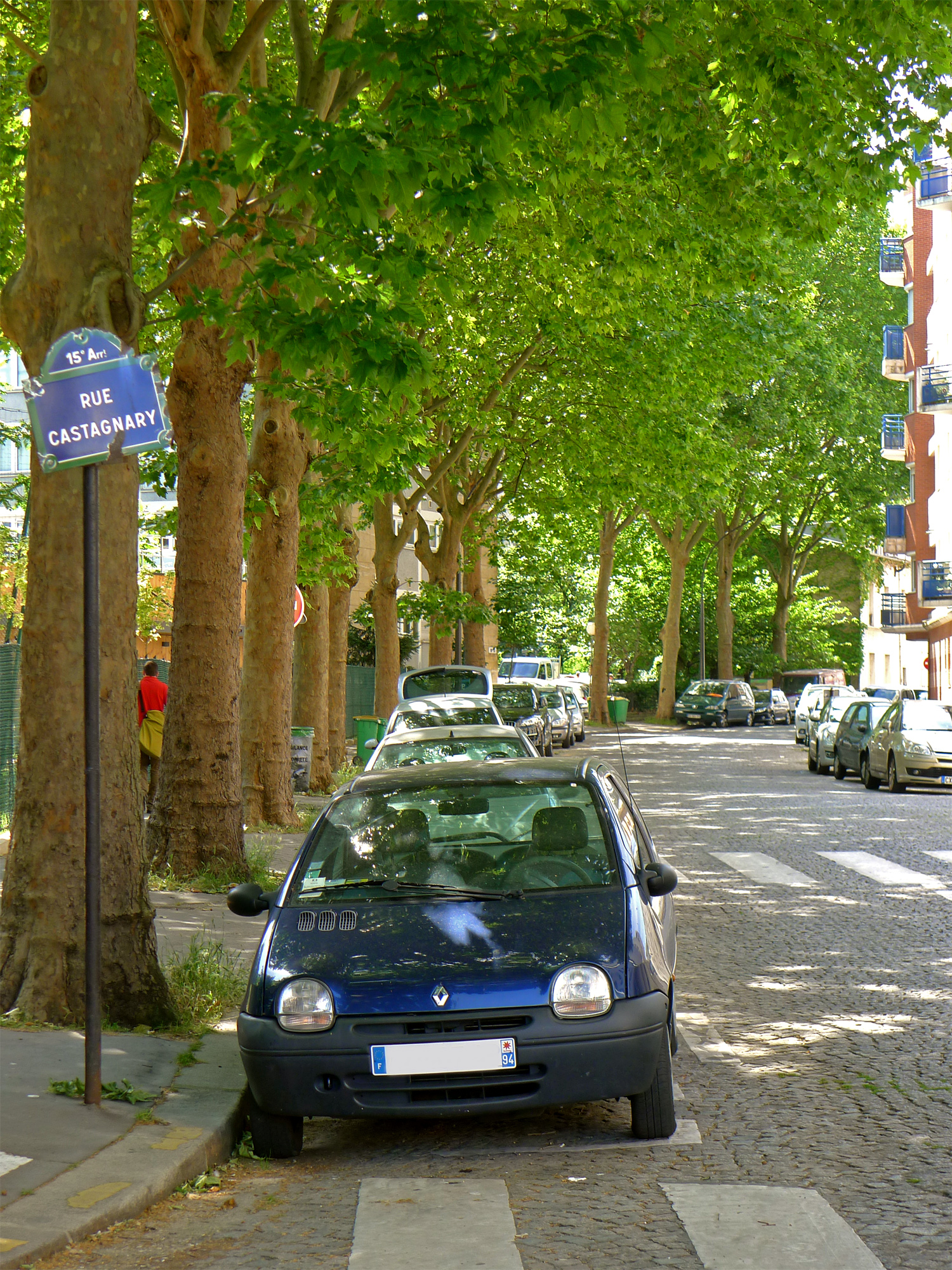
Rue vue depuis la rue Jacques-Baudry.
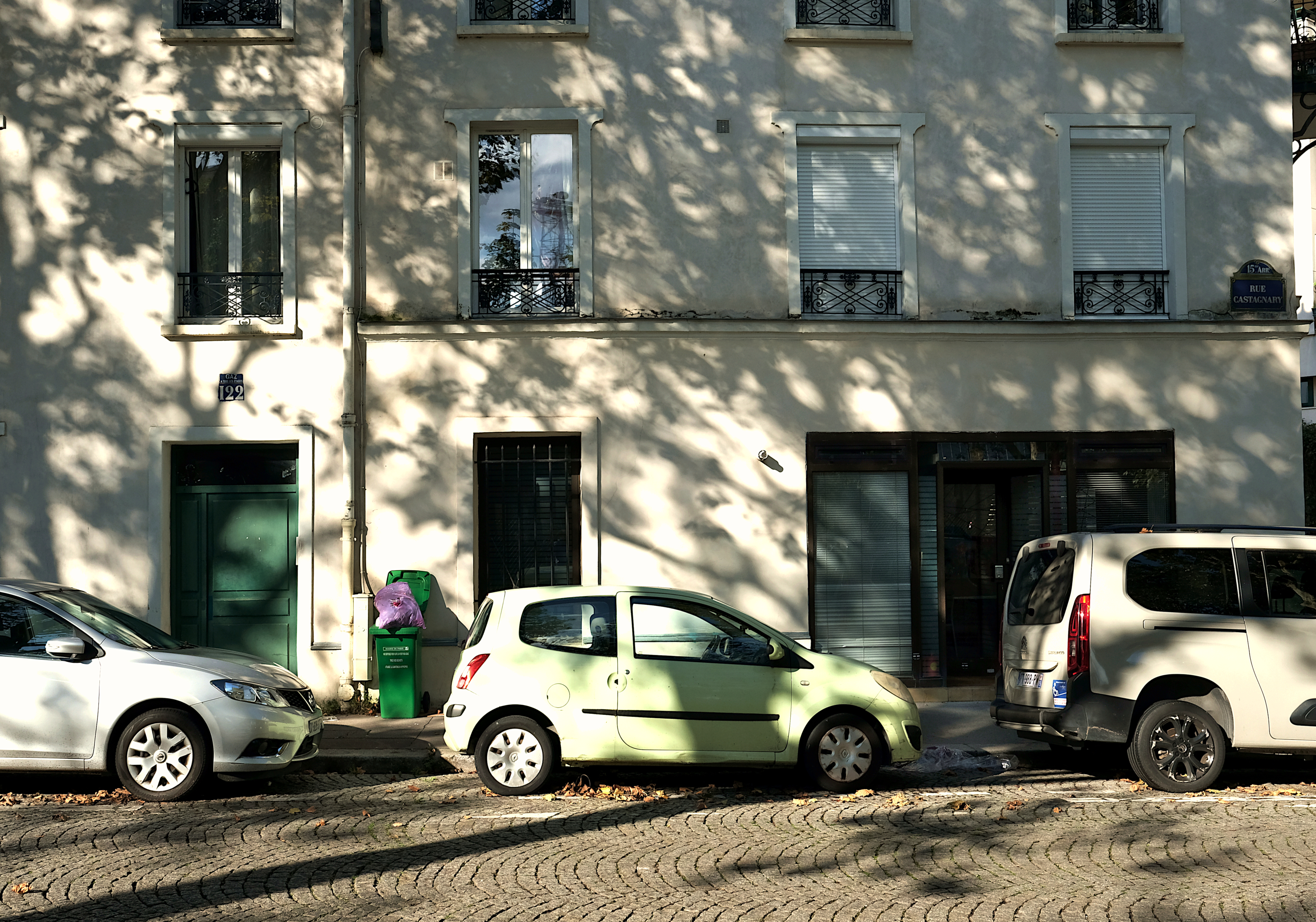
No 122.
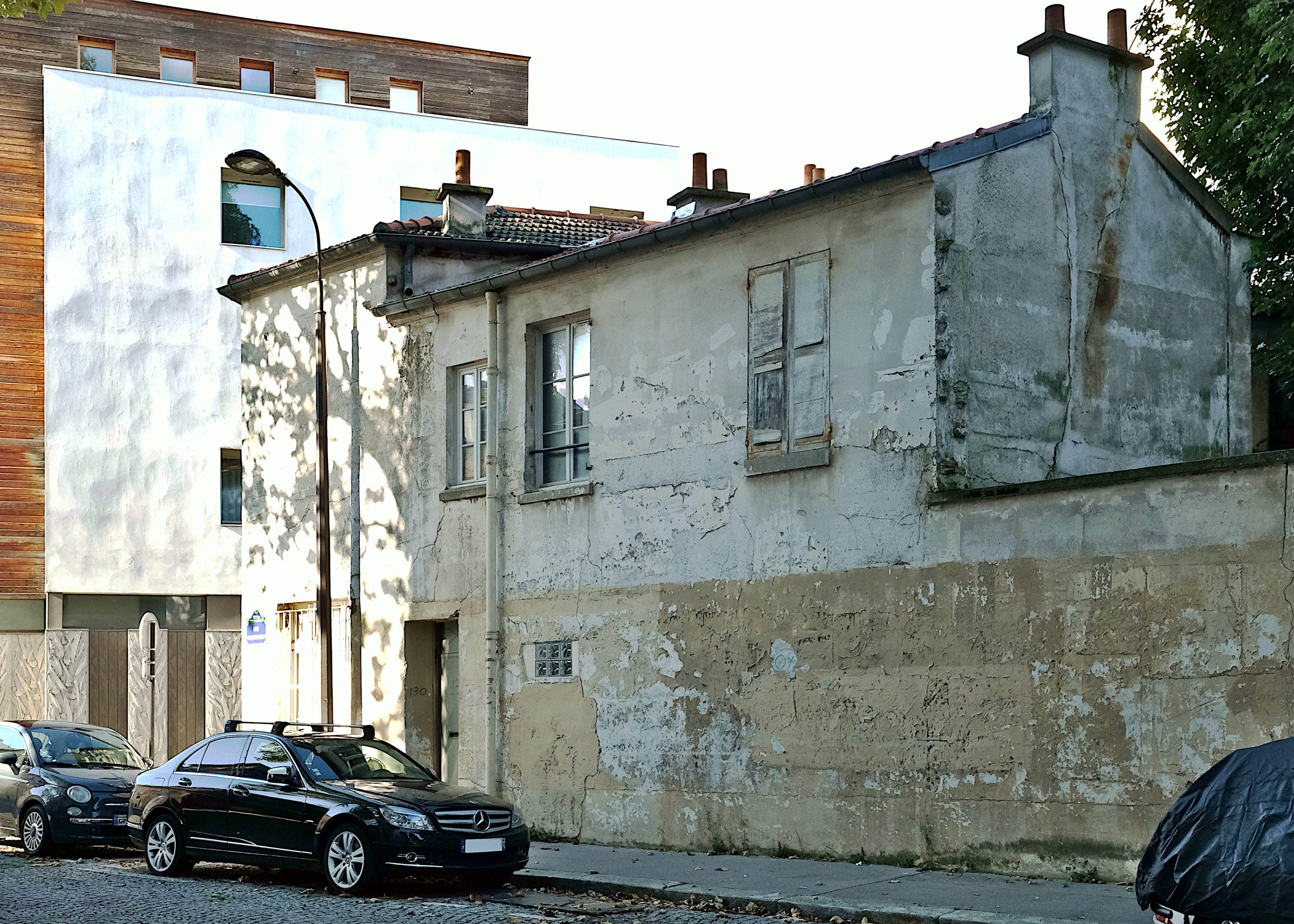
No 130.
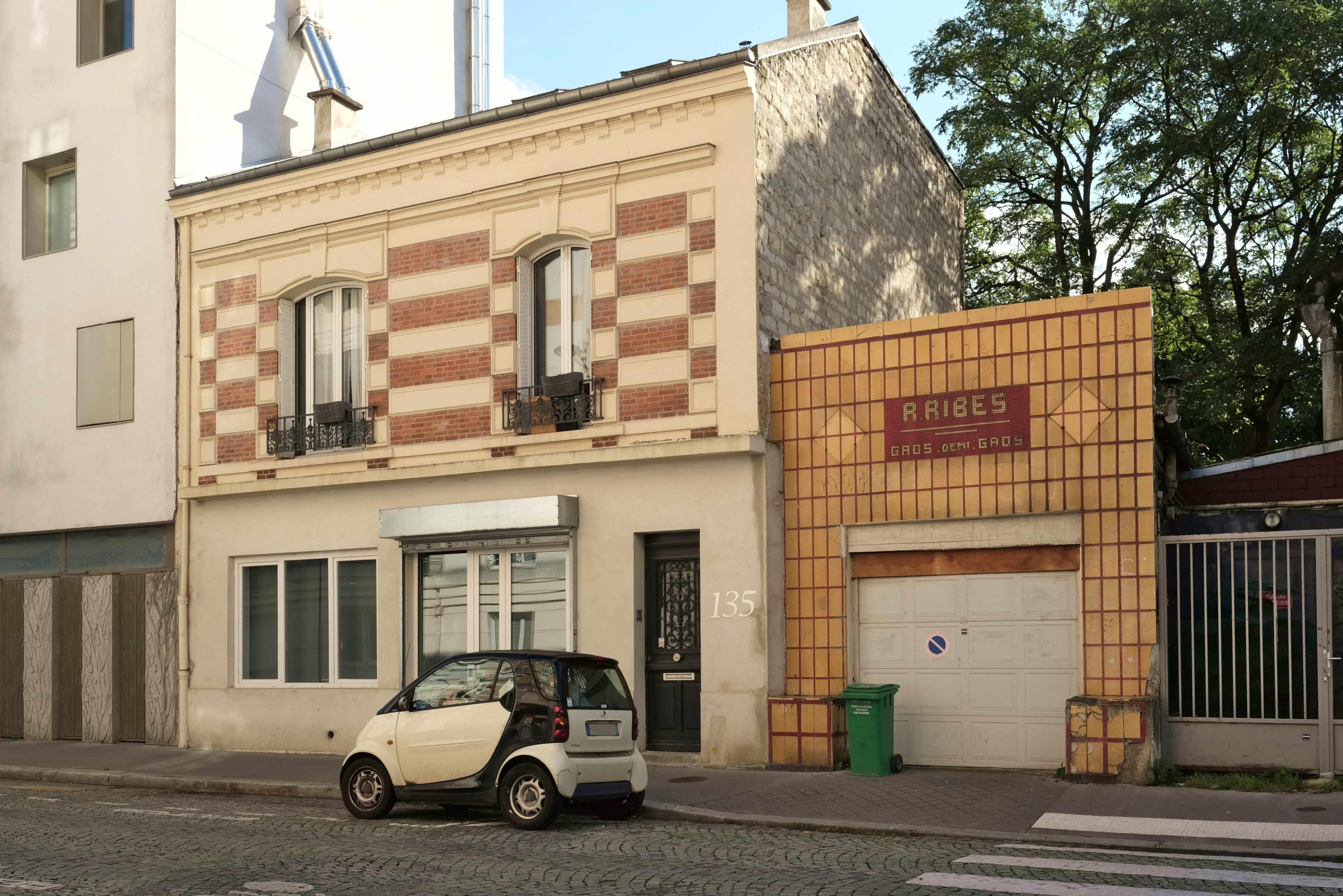
No 135.
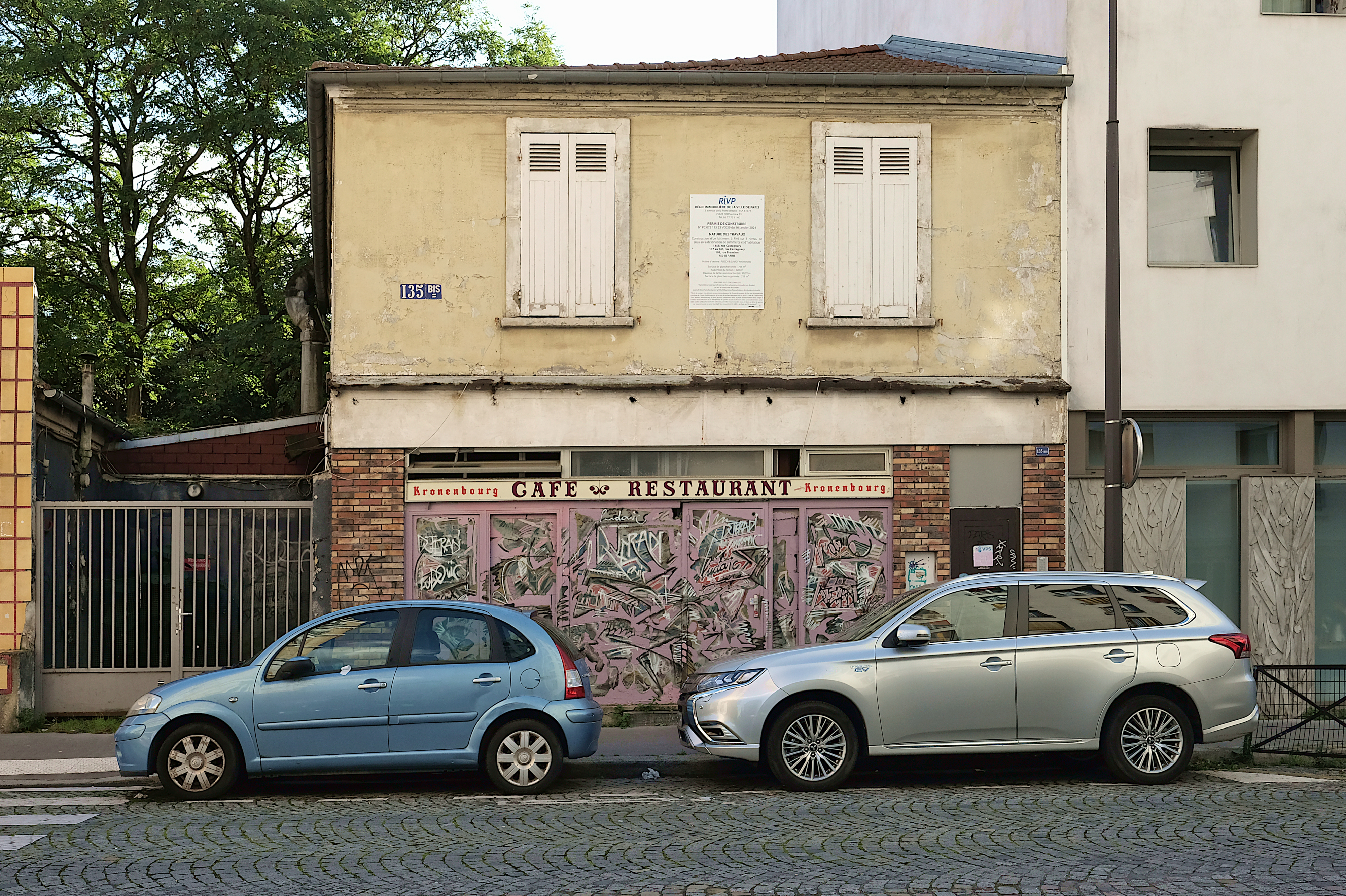
No 135 bis.